# 浙江省奉化中学
浙江省奉化中学是位于中国浙江省宁波市奉化区的一所浙江省一级重点中学。

## 简介
奉化中学校史始于1901年的龙津学堂，是浙江省内最早创办的新式学堂之一。1958年改称奉化第一中学，2001年9月迁入现址，校名改为奉化中学。
奉化中学设施现代化，拥有高标准运动场、校园网和校内闭路电视网，每个班级均拥有多媒体设施。校园绿化较好，栽种有多种植物。
奉化中学校训为“诚、爱、勤、朴”，学风为“高、严、勤、苦”，教风为“严、细、实、活”。
1997年，奉化中学被认定为浙江省一级重点中学。现任校长为陈鲁焕。

## 著名校友
- 中国工程院院士沈昌祥[2]
- 网易总裁丁磊[2]
- 中華民國行憲後第一任總統，原黃埔軍校校長，中國國民黨中央委員會總裁，國民政府軍事委員會委員長蔣中正(龍津學堂時期校友)[2]

## “校中校”事件
2006年2月19日，国家发改委曝光奉化中学办有“校中校”——锦溪书院，并且从锦溪书院中获得资金用以偿还建设新校舍所需的债务。奉化中学随后表示，将进行整改。

## 链接
- 奉化中学网站 （页面存档备份，存于）